# تيفات
تيفات {{لغة مونتنغرية:Tivat}} هي ثاني أكبر مدينة في جمهورية الجبل الأسود وهي مدينة ساحلية مطلة على بحر إيجه وهي منطقة سياحية خلابة تستقطب الآلاف من السياح كل عام وهي تحتوي على ثاني أكبر مطار بالبلاد وبها محطة للميترو ومتحف وجامعة وشهدت المدينة نهضة كبيرة خاصة بعد استقلال الجبل الأسود عن اتحاد صربيا والجبل الاسود.

## توأمة
لتيفات اتفاقيات توأمة مع كل من:
- سريمسكي كارلوفسي
- أليكسين
- تشيفيتافيكيا
- مولا دي باري

## اقرا أيضا
- بودغوريتسا
- سويتي ستيفان
- برج داجبابسكا غورا

## أعلام
- بويان سوبوتيتش
- ايفيكا كرالي